# Oskar Schindler
Oskar Schindler (Zwittau, Imperio austrohúngaro, 28 de abril de 1908-Hildesheim, Alemania Occidental, 9 de octubre de 1974) fue un empresario alemán que salvó la vida de aproximadamente mil doscientos judíos durante el Holocausto, empleándolos como trabajadores en sus fábricas de utensilios de cocina y munición, ubicadas en las actuales Polonia y la República Checa. Su historia se cuenta en la novela El arca de Schindler (1982) y en la película basada en ella, La lista de Schindler (1993), que lo reflejan como un oportunista que en principio solo buscaba sacar beneficios pero se convirtió en una persona de gran iniciativa, tenacidad y dedicación; logrando salvar la vida de sus empleados.
Schindler creció en Zwittau, Moravia, y tuvo varios empleos hasta que se unió en 1936 a la Abwehr, el servicio de inteligencia militar de la Alemania nazi. Antes de la ocupación alemana de Checoslovaquia en 1938, recolectó para el Gobierno alemán información sobre vías férreas y movimiento de tropas checas, por lo que fue arrestado por espionaje y luego liberado en cumplimiento de los Acuerdos de Múnich de 1938. Schindler se afilió al Partido Nazi en 1939 y continuó realizando tareas de espía para los alemanes en Polonia antes de la invasión de ese país en septiembre de 1939 que supuso el estallido de la Segunda Guerra Mundial.
En 1939 adquirió una fábrica de menaje esmaltado en Cracovia, Polonia, en la que empleó a unos 1750 trabajadores, de los cuales unos mil eran judíos en el año 1944. Gracias a sus contactos en la Abwehr, pudo proteger a sus trabajadores judíos de la deportación y la muerte en los campos de concentración nazis. Aunque en un principio su motivación fue únicamente económica, después comenzó a emplear a trabajadores judíos que no necesitaba. Con el paso del tiempo tuvo que sobornar a oficiales nazis con regalos cada vez más costosos obtenidos en el mercado negro con la finalidad de mantener a sus empleados a salvo.
Cuando Alemania empezó a perder la guerra en julio de 1944, las Schutzstaffel (SS) decidieron cerrar los campos de concentración situados más al este y evacuar a los prisioneros restantes hacia el oeste, aunque muchos de ellos fueron asesinados en los campos de Auschwitz y Gross-Rosen. Schindler convenció al Hauptsturmführer —capitán— de las SS Amon Göth, comandante del cercano campo de concentración de Plaszow, para que le permitiera trasladar su factoría a Brünnlitz, en la región de los Sudetes, evitando de esa manera que sus empleados judíos acabaran en las cámaras de gas. Usando nombres conseguidos por Marcel Goldberg, oficial de la policía del gueto judío, el secretario de Göth, Mietek Pemper, y la secretaria de Schindler, Mimi Reinhardt, compilaron y mecanografiaron una lista con los nombres de 1200 judíos que viajaron hasta Brünnlitz en octubre de 1944. Schindler tuvo que seguir sobornando a oficiales de las SS para evitar que asesinaran a sus trabajadores hasta el final de la guerra en Europa en mayo de 1945, lo que le supuso gastar toda su fortuna.
Schindler se mudaría a Alemania Occidental tras la guerra y tuvo apoyo económico de organizaciones judías. Después de recibir un reembolso parcial por sus gastos durante el conflicto, se trasladó a Argentina con su esposa y se dedicó a la cría de animales. En 1958 entró en bancarrota, dejó a su mujer y regresó a Alemania, allí intentó poner en marcha varios negocios de manera infructuosa y sobrevivió gracias al apoyo financiero de los llamados Schindlerjuden, «Judíos de Schindler», los que él salvó del Holocausto. Fue nombrado Justo entre las Naciones por el gobierno de Israel en 1963. Oskar Schindler falleció en Hildesheim el 9 de octubre de 1974 y fue enterrado en el Monte Sion de Jerusalén.

## Primeros años y educación
Oskar Schindler nació el 28 de abril de 1908, en una familia de alemanes de los Sudetes en Zwittau, Moravia, Imperio austrohúngaro. Su padre era Johann «Hans» Schindler, propietario de un negocio de maquinaria agrícola, y su madre Franziska «Fanny» Schindler —nacida Luser—. Su hermana, Elfriede, vino al mundo en 1915. Una vez terminada la educación secundaria, Oskar se matriculó en una escuela técnica, de la que fue expulsado por falsificar su boletín de calificaciones. Se graduó más tarde, pero no hizo los exámenes que le hubieran permitido acceder a la universidad, y en su lugar cursó estudios de formación profesional en la ciudad de Brno, trabajó también junto a su padre durante tres años. Desde pequeño era un apasionado del motor y por eso se compró una Moto Guzzi de carreras de 250 cc, con la que compitió en varias pruebas en los siguientes años.
Schindler contrajo matrimonio el 6 de marzo de 1928 con Emilie Pelzl (1907-2001), hija de un próspero granjero de Maletein. El joven matrimonio se marchó a vivir con los padres de Oskar y se instalaron en el segundo piso de su casa, donde permanecieron los siguientes siete años. Poco después de casarse, Schindler dejó de trabajar con su padre y probó suerte en varios empleos, entre ellos en una empresa electrotécnica de Moravia y en la gestión de una autoescuela. Después de un servicio militar de dieciocho meses en el ejército checo, en el que llegó a ser cabo en el Décimo Regimiento de Infantería del 31.º Ejército, Schindler regresó a la empresa electrotécnica hasta que esta quebró poco después. Por la misma época, también cerró el negocio de su padre, por lo que Schindler estuvo en el paro todo un año. En 1931, consiguió trabajo en el banco Jarslav Simek de Praga, en el que permaneció hasta 1938.
Schindler fue detenido en varias ocasiones en 1931 y 1932 por embriaguez pública, y por entonces también mantuvo una relación con Aurelie Schlegel, amiga de la infancia. Fruto de esa relación adúltera nacieron Emily (1933) y Oskar (1935), aunque tiempo después el propio Schindler dijo que el niño no era suyo. El padre de Oskar Schindler era alcohólico y abandonó a su mujer en 1935; ella murió pocos meses después víctima de una larga enfermedad.

## Espía
En 1935, Schindler se afilió al Partido Alemán de los Sudetes, de ideología separatista. Aunque era ciudadano de Checoslovaquia, Oskar ingresó en 1936 en la Abwehr, el servicio de inteligencia de la Alemania nazi, y fue asignado al Abwehrstelle II Comando VIII, con base en Breslau. Tiempo después, le contó a la policía checa que lo había hecho porque necesitaba dinero; en esa época, Schindler tenía problemas con la bebida y estaba endeudado. Sus tareas dentro de la Abwehr eran conseguir información sobre vías férreas, instalaciones militares y movimiento de tropas, así como reclutar otros espías checoslovacos en preparación de la invasión del país por parte de Alemania. Fue arrestado por el gobierno checo por espionaje el 18 de julio de 1938 y encarcelado inmediatamente, pero fue liberado poco después como preso político bajo los términos de los Acuerdos de Múnich, mediante los cuales Alemania se anexionó la región checa de los Sudetes a partir del 1 de octubre. Schindler solicitó la afiliación al Partido Nazi el 1 de noviembre y fue aceptado al año siguiente.
Después de un tiempo de reposo en Zwittau, Schindler ascendió al puesto de segundo al mando dentro de su unidad de la Abwehr, y el 1 de enero de 1939 se trasladó junto a su esposa a Ostrava, en la frontera entre Checoslovaquia y Polonia. En los siguientes meses, realizó tareas de espionaje en el marco de los preparativos que condujeron a que Adolf Hitler se hiciera con el control del resto de Checoslovaquia en marzo. Su esposa Emilie le ayudó con el papeleo, procesando y ocultando documentos para la Abwehr en su apartamento. Aprovechando sus frecuentes viajes de negocio a Polonia, Schindler y sus veinticinco agentes estaban en muy buena posición para hacerse con información sobre los movimientos del ejército polaco y las vías férreas del país en previsión de la invasión alemana de Polonia. Una misión necesitó que su unidad vigilara e informara sobre la vía férrea y el túnel del paso de Jablunkov, de capital importancia para el avance germano. Gracias a sus esfuerzos, la ruta fue tomada intacta por el 14º Ejército alemán el 1 de septiembre de 1939, tan solo unas horas después del inicio de la invasión del país y por tanto de la Segunda Guerra Mundial en Europa. Schindler siguió trabajando para la Abwehr hasta el otoño de 1940, cuando lo enviaron a Turquía para que investigara la corrupción entre varios oficiales de los servicios de inteligencia asignados a la embajada alemana en aquel país.

## Segunda Guerra Mundial

### Emalia

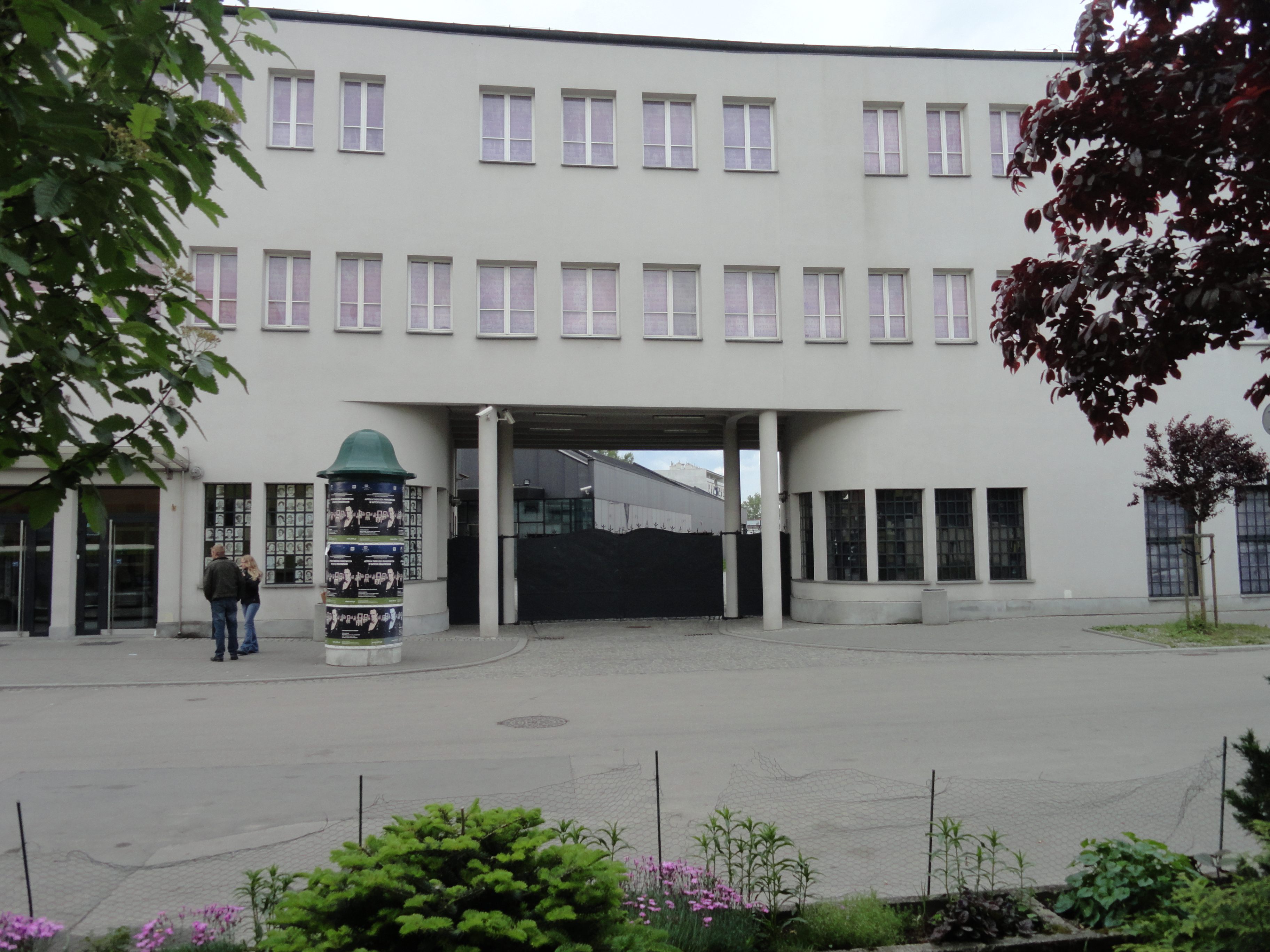
Entrada a la fábrica «Emalia» de Schindler en Cracovia (foto de 2012).

Schindler pisó por primera vez Cracovia en octubre de 1939 (por un asunto de la Abwehr), y compró un apartamento en la ciudad polaca al mes siguiente. Emilie permaneció en Ostrava, aunque visitaba a Oskar al menos una vez a la semana. En noviembre, Schindler contactó con la decoradora Mila Pfefferberg para preparar su nuevo apartamento y el hijo de ella, Leopold «Poldek» Pfefferberg, pronto se convirtió en uno de sus contactos en el mercado negro y, con el paso del tiempo, en un amigo para toda la vida. También en noviembre, conoció a Itzhak Stern, contable judío de un compañero de Schindler en la Abwehr, Josef «Sepp» Aue, a quien Stern había dejado en fideicomiso su antiguo negocio. Todas las posesiones de los judíos polacos fueron arrebatadas por las fuerzas alemanas nada más al producirse la invasión del país, y los ciudadanos de religión hebrea perdieron sus derechos civiles. Schindler le mostró a Stern el saldo de una empresa que estaba pensando adquirir, una fábrica de esmaltados llamada Rekord Ltd., perteneciente a un consorcio de empresarios judíos que se había declarado en bancarrota a comienzos de ese año. Stern le aconsejó que en lugar de hacerse cargo del negocio en fideicomiso comprara o arrendara la factoría, pues de esa manera no dependería tanto de los dictados de los nazis y tendría libertad para emplear a más judíos.
Con el respaldo de varios inversores judíos, Schindler firmó un contrato de arrendamiento informal de la fábrica el 13 de noviembre de 1939, y oficializó el acuerdo el 15 de enero de 1940. La renombró Deutsche Emaillewaren-Fabrik —Fábrica Alemana de Esmaltados—, aunque pronto pasó a ser conocida como «Emalia». En un principio, contrató a un equipo de siete trabajadores judíos, entre ellos a Abraham Bankier, que le ayudó a gestionar la empresa, y a otros 250 trabajadores polacos no judíos. En su momento álgido en 1944, la factoría empleaba a alrededor de 1750 personas, un millar de las cuales eran de religión judía. Schindler también colaboró en la gestión de la Schlomo Wiener Ltd., empresa distribuidora mayorista que vendía sus esmaltados, y arrendó la Prokosziner Glashütte, una fábrica de vidrio.

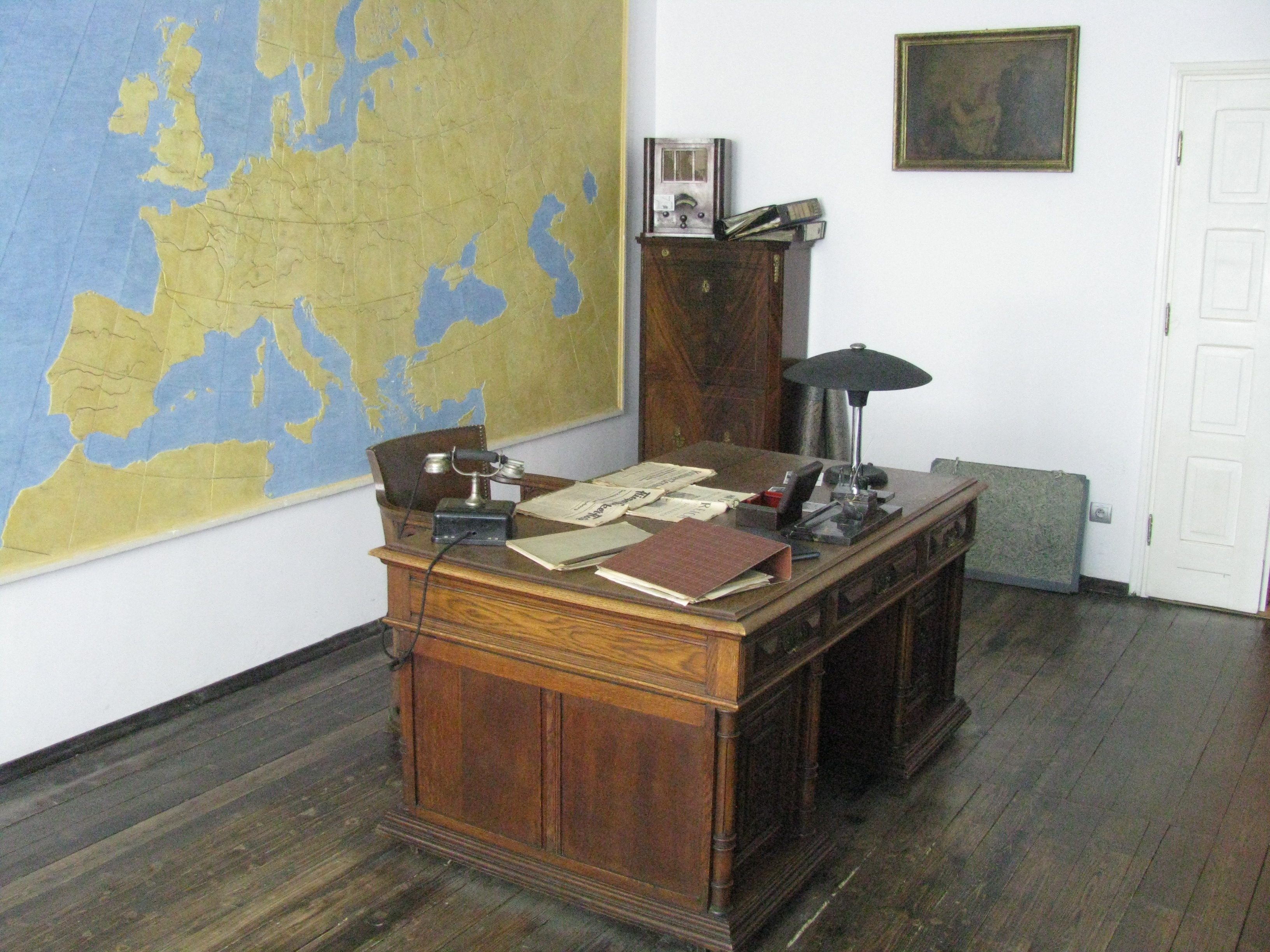
El despacho de Shindler en la fábrica «Emalia».

Los contactos de Schindler en la Abwehr y en la inspección de armamento de la Wehrmacht le ayudaron a conseguir contratos para producir ollas y utensilios de cocina para las fuerzas armadas alemanas. Estas mismas conexiones le permitieron más tarde proteger a sus empleados judíos de la deportación y la muerte. Con el paso del tiempo, Schindler se vio obligado a sobornar a oficiales nazis con regalos cada vez más costosos (obtenidos en el mercado negro) para así salvaguardar a sus trabajadores. Bankier fue un personaje clave para obtener productos de forma ilegal, ya fueran regalos para los sobornos o material para la fábrica. El propio Schindler llevó un lujoso modo de vida y mantuvo relaciones extramaritales con su secretaria, Viktoria Klonowska, y con Eva Kisch Scheuer, comerciante especializada en los productos esmaltados. Emilie Schindler lo visitó durante unos meses en 1940, y se trasladó a vivir con él en Cracovia en 1941.
Al comienzo, Schindler estaba más interesado en la rentabilidad de sus negocios y contrató a judíos porque eran más baratos que los trabajadores no judíos, pues sus salarios habían sido fijados por los ocupantes nazis. Con el paso del tiempo comenzó a proteger a sus empleados sin tener en cuenta el coste. Siempre que los Schindlerjuden —los «judíos de Schindler»— eran amenazados con la deportación, él alegaba algún tipo de exención para evitarlo. Esposas, hijos e incluso personas con algún tipo de discapacidad eran necesarias según Schindler para el funcionamiento de la fábrica. En una ocasión la Gestapo —policía secreta del régimen nazi— le exigió a Schindler que le entregara una familia con documentos de identidad falsos. Según palabras del propio Schindler: «Tres horas después de entrar, salieron de mi oficina dos policías de la Gestapo borrachos, sin los documentos incriminatorios y sin los prisioneros que habían venido a buscar».
El 1 de agosto de 1940, el gobernador Hans Frank emitió un decreto que exigía que todos los judíos de Cracovia abandonaran la ciudad en las dos semanas siguientes y tan solo los que tuvieran un trabajo relacionado con el esfuerzo de guerra alemán podrían quedarse. De los sesenta u ochenta mil judíos que vivían en la ciudad polaca, solo quedaban quince mil en marzo de 1941. Estos judíos restantes fueron obligados a dejar su barrio tradicional de Kazimierz y fueron reubicados en el gueto de Cracovia, creado en el distrito industrial de Pódgorze. Los trabajadores de Emalia caminaban desde el gueto hasta la fábrica todos los días. En los cuatro años en los que la gestionó, Schindler amplió las instalaciones y creó dentro de la fábrica una clínica médica, una cocina y un comedor para los trabajadores.

### Plaszow

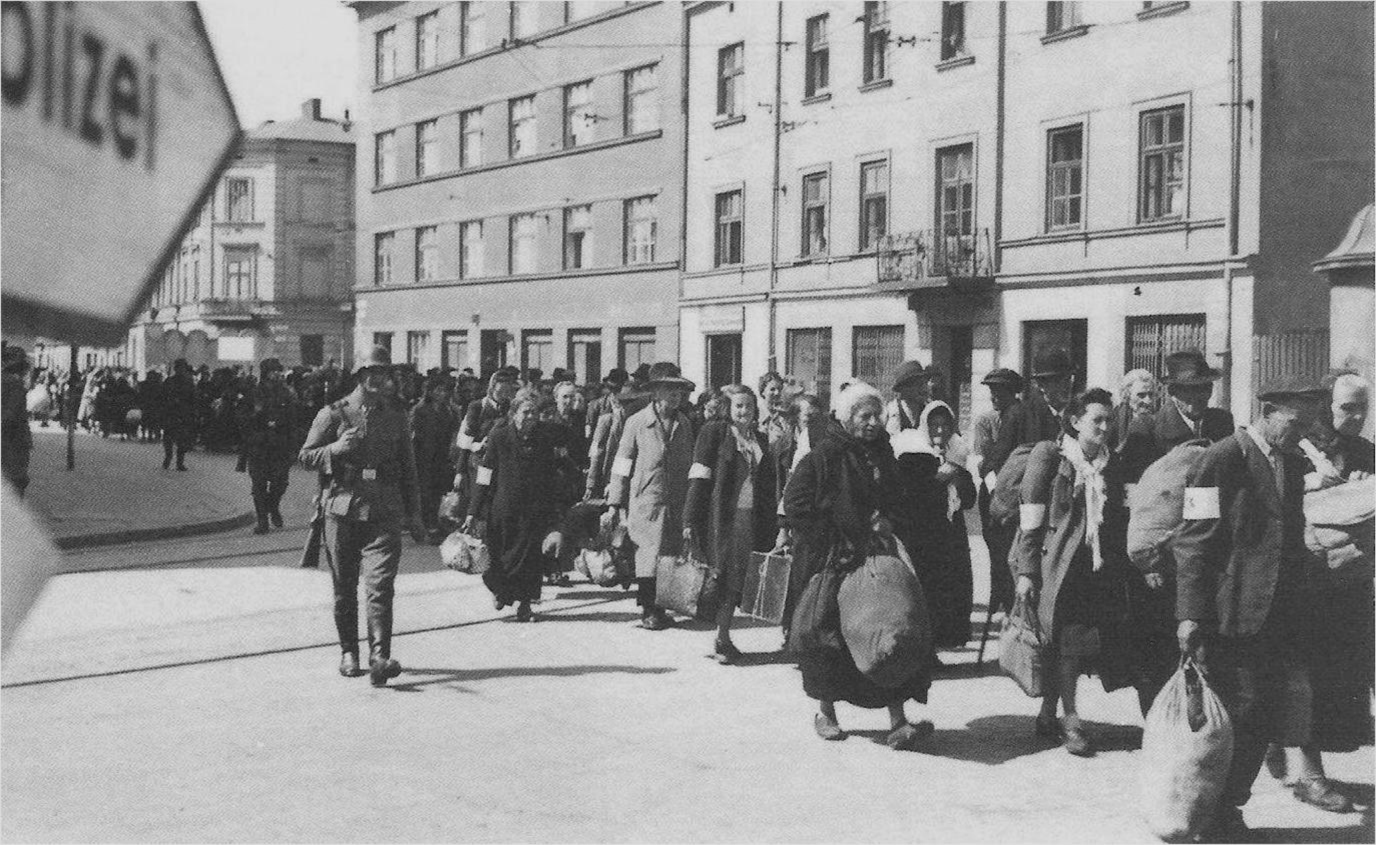
Deportación de los judíos del Gueto de Cracovia en marzo de 1943.

En el otoño de 1941, los nazis comenzaron a sacar judíos del gueto, la mayoría de los cuales se enviaron al campo de exterminio de Bełżec y fueron asesinados. El 13 de marzo de 1943, el gueto fue liquidado y todos los ocupantes que todavía estaban en condiciones de trabajar acabaron en el nuevo campo de concentración de Plaszow. Varios miles de judíos que los nazis no consideraron aptos para el trabajo acabaron en las cámaras de gas y otros cientos fueron asesinados por los alemanes dentro del gueto durante su desalojo. Schindler supo con antelación de las intenciones de los nazis gracias a sus contactos en la Wehrmacht y dijo a sus trabajadores que durmieran en la fábrica para no sufrir ningún daño. El empresario fue testigo de la liquidación del gueto y quedó horrorizado. De entonces en adelante, según Sol Urbach, uno de los judíos de la Emalia, el empresario «cambió de opinión sobre los nazis y decidió salvar al mayor número de judíos que pudiera».
El campo de concentración de Plaszow abrió en marzo de 1943 en la antigua ubicación de dos cementerios judíos de la calle Jerozilimska, a unos 2,5 km de la fábrica Emalia. Al mando de ese campo estaba el capitán de las SS Amon Göth, un hombre brutal y sádico que gustaba de disparar a los presos al azar. Los reclusos de este campo vivían con un temor constante a ser asesinados. Emilie Schindler consideraba a Göth «el hombre más despreciable que jamás he conocido».

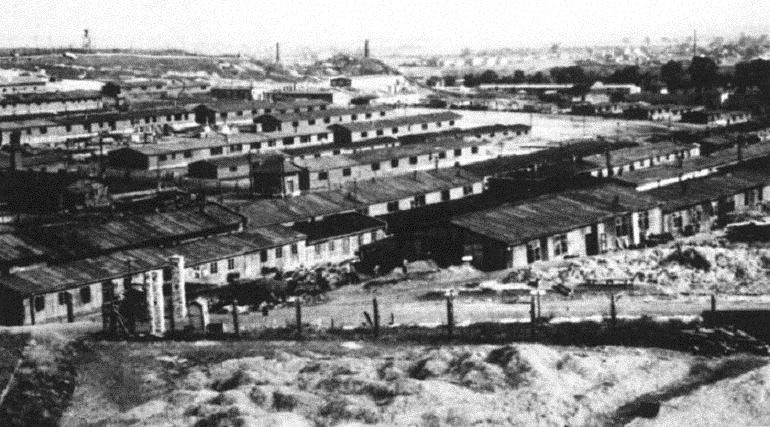
El campo de concentración de Plaszow.

El plan inicial de Göth era que todas las fábricas, incluida la de Schindler, se trasladaran dentro del recinto del campo de concentración. Sin embargo, Schindler, con una combinación de diplomacia, adulación y sobornos, no solo evitó el traslado de su factoría, sino que convenció a Göth para que construyera un subcampo al lado de Emalia para alojar allí a sus empleados y a otros 450 judíos de otras fábricas. De esa manera estuvieron a salvo de los asesinatos arbitrarios de Göth, contaban con mejor comida y alojamientos e incluso podían continuar con sus prácticas religiosas.
Schindler fue arrestado en varias ocasiones, dos por sospechas de realizar actividades ilegales en el mercado negro y otra por quebrantar las Leyes de Núremberg besando a una chica judía, algo que estaba prohibido por el Acta de la Raza y el Reasentamiento. El primer arresto se produjo a finales de 1941 y estuvo detenido toda una noche. Su secretaria consiguió que lo liberaran recurriendo a los contactos del empresario en el partido nazi. El segundo arresto fue el 29 de abril de 1942 por besar a una niña judía en su fiesta de cumpleaños, celebrada dentro de la fábrica el día anterior. En esta ocasión estuvo cinco días arrestado, hasta que sus amigos del partido consiguieron su libertad. En la tercera detención, que lo mantuvo entre rejas más de una semana en octubre de 1944, fue acusado de mercadear en negro y de comprar a Göth y a otros para mejorar las condiciones de sus trabajadores judíos. Göth también había sido arrestado el 13 de septiembre anterior por corrupción y abuso de poder, un asunto que salpicó a Schindler. Amon Göth nunca fue condenado por esos cargos, pero acabó sus días ejecutado en la horca acusado de crímenes de guerra el 13 de septiembre de 1946.
En 1943 Schindler fue contactado por líderes del movimiento sionista de Budapest a través de miembros de la resistencia judía y viajó varias veces en persona a la capital húngara para informarles sobre el maltrato de los nazis. De vuelta se trajo dinero aportado por la Agencia Judía para Israel para la resistencia judía.

### Brünnlitz

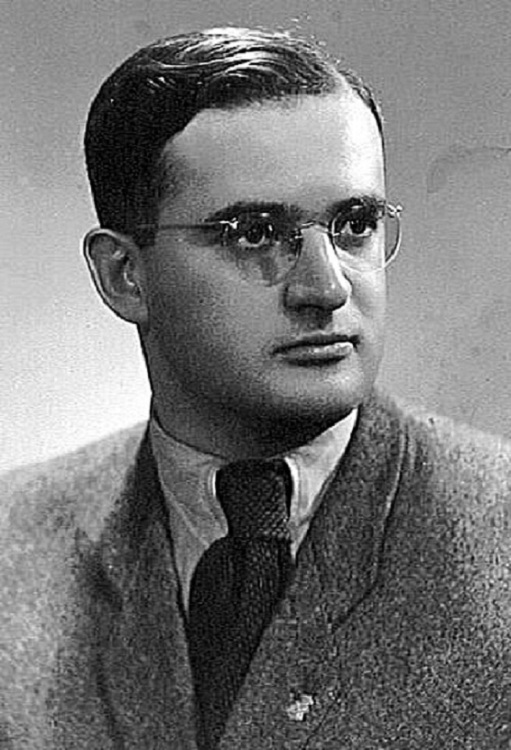
Mietek Pemper recopiló la lista de trabajadores judíos de Schindler.

El avance del Ejército Rojo a partir de julio de 1944 obligó a las SS a comenzar el cierre de los campos de concentración situados más al este y a trasladar a muchos presos a los campos de Auschwitz y Gross-Rosen. El secretario personal de Göth, Mietek Pemper, alertó a Schindler de la intención de los nazis de cerrar todas las fábricas no implicadas directamente en el esfuerzo de guerra. Pemper le sugirió que cambiara su producción para fabricar granadas antitanque en un intento por salvar la vida de sus empleados judíos. Usando nuevamente su dinero y sus dotes de persuasión, el empresario convenció a Göth y a varios oficiales de Berlín para que le permitieran trasladar su fábrica y todos los empleados hasta Brünnlitz, en los Sudetes, con lo que evitó que los trabajadores acabaran en las cámaras de gas. Con nombres conseguidos por Marcel Goldberg, oficial de la policía del gueto judío, Pemper compiló y mecanografió una lista de 1200 judíos —mil de la fábrica de Schindler y otros doscientos de la factoría textil de Julius Madritsch—, que fueron enviados a Brünnlitz en octubre de 1944.

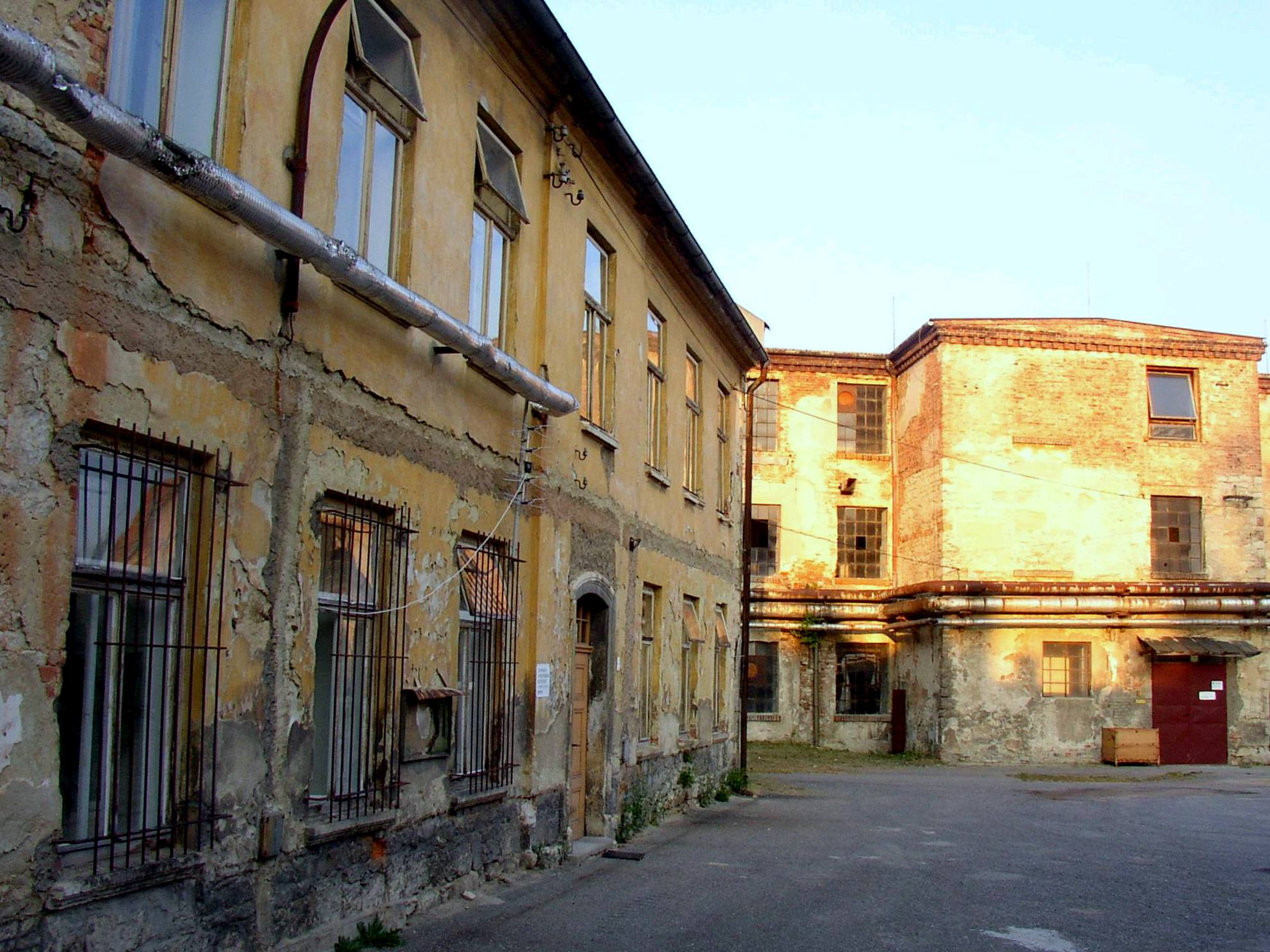
La factoría de Schindler en Brünnlitz (foto de 2004).

El 15 de octubre de 1944, el tren que transportaba a setecientos trabajadores de la lista de Schindler fue enviado al campo de concentración de Gross-Rosen, donde estuvieron alrededor de una semana antes de ser redirigidos hasta Brünnlitz. De similar manera, otras trescientas mujeres de los Schindlerjuden acabaron por error en Auschwitz, donde corrían gran peligro de morir en las cámaras de gas. Los contactos habituales de Schindler y los sobornos no tuvieron éxito esta vez, por lo que el empresario envió a su secretaria Hilde Albrecht cargada de productos del mercado negro, como comida y diamantes, y de esa manera consiguieron que las trescientas trabajadoras fueran enviadas a Brünnlitz después de pasar varias angustiosas semanas en el campo de exterminio de Auschwitz.
Además de trabajadores, Schindler hubo de transportar 250 vagones cargados de maquinaria y materias primas hasta la ubicación de la nueva factoría. Muy pocos proyectiles salieron de esa fábrica y cuando las fuerzas armadas alemanas cuestionaron su baja producción, Schindler adquirió de forma ilegal munición ya acabada y la entregó como suya. Las raciones que proporcionaban las SS eran insuficientes para mantener a un trabajador y Schindler tuvo que emplear todo su tiempo en Cracovia comprando comida, armamento y otros productos. Su esposa Emilie se quedó en Brünnlitz e intentó conseguir alimentos y cuidados sanitarios para los empleados. Oskar también logró el traslado de unas tres mil mujeres judías desde Auschwitz hasta diversas factorías textiles en los Sudetes para así aumentar sus probabilidades de sobrevivir al Holocausto.
En enero de 1945, un tren que transportaba a 250 judíos que habían sido rechazados como trabajadores de una mina en Goleschau, Polonia, acabaron en Brünnlitz. A su llegada, los vagones estaban cerrados por efecto de la congelación y tuvieron que ser abiertos con un soldador por un trabajador de la fábrica. Doce personas estaban muertas en el interior del tren y el resto demasiado enfermos para poder trabajar. Emilie Schindler llevó a todos a la fábrica y cuidó de ellos en un hospital improvisado hasta el final de la guerra. Oskar Schindler continuó sobornando a oficiales nazis para evitar la muerte de sus judíos mientras las fuerzas alemanas se retiraban ante el avance soviético. El 7 de mayo de 1945, él y sus trabajadores se reunieron en la fábrica para escuchar por la radio al primer ministro británico Winston Churchill anunciar la rendición incondicional de la Alemania nazi.

## Después de la guerra
Como miembro del partido nazi y espía de la Abwehr, Schindler estuvo en serio peligro de ser arrestado como criminal de guerra. Bankier, Stern y otros prepararon una declaración que él pudiera presentar a los estadounidenses atestiguando sus esfuerzos en la salvación de vidas judías. También le hicieron entrega de un anillo fundido con el oro de los dientes postizos de Simon Jeret, uno de sus trabajadores. En el anillo los judíos inscribieron una frase del Talmud: «Quien salva una vida, salva al mundo entero». Para evitar caer en manos de los soviéticos, Schindler y su mujer partieron hacia el oeste en su coche, un Horch biplaza, en el que también subieron varios soldados alemanes. Tras el coche marchó un camión que transportaba a la amante de Schindler, Marta, varios trabajadores judíos y mercancías del mercado negro. El automóvil Horch fue confiscado por el Ejército Rojo en la localidad de Budweis, que ya estaba en manos soviéticas. El anillo de oro lo perdió Schindler entre los asientos del coche y no pudo encontrarlo. El matrimonio continuó en tren y a pie hasta que alcanzaron las líneas estadounidenses en Lenora, tras lo que continuaron hasta Passau, donde la Oficina Judía Estadounidense les consiguió un viaje en tren a Suiza. En el otoño de 1945, ambos se trasladaron a Baviera, en el sur de Alemania.
Cuando llegó el final de la guerra, Oskar Schindler ya había gastado toda su fortuna en sobornos y suministros para sus trabajadores. Vivió brevemente en Ratisbona y después en Múnich, pero no consiguió prosperar en la Alemania de la posguerra. De hecho, tuvo que sobrevivir gracias a la ayuda de organizaciones judías. En 1948 presentó una reclamación al Comité Conjunto de Distribución Judío Estadounidense para que le devolvieran sus gastos durante la guerra y recibió 15 000 dólares. Él estimó sus gastos en 1 056 000 dólares, incluido el coste de la construcción de un campo, sobornos, comida y adquisiciones varias en el mercado negro. Schindler emigró a Argentina en 1949, donde intentó hacer negocio con la cría de pollos y nutrias —para aprovechar su piel—. Cuando el negocio quebró en 1958, dejó a su mujer y regresó a Alemania, donde puso en marcha otras empresas que no prosperaron, entre ellas una fábrica de cemento. Se declaró en bancarrota en 1963 y un año después sufrió un ataque al corazón que le tuvo un mes entero en el hospital. Mantuvo el contacto con varios de los judíos que conoció durante la guerra, incluidos Stern y Pfefferberg, y sobrevivió gracias a donaciones de los «Judíos de Schindler», que le llegaron de todo el mundo.

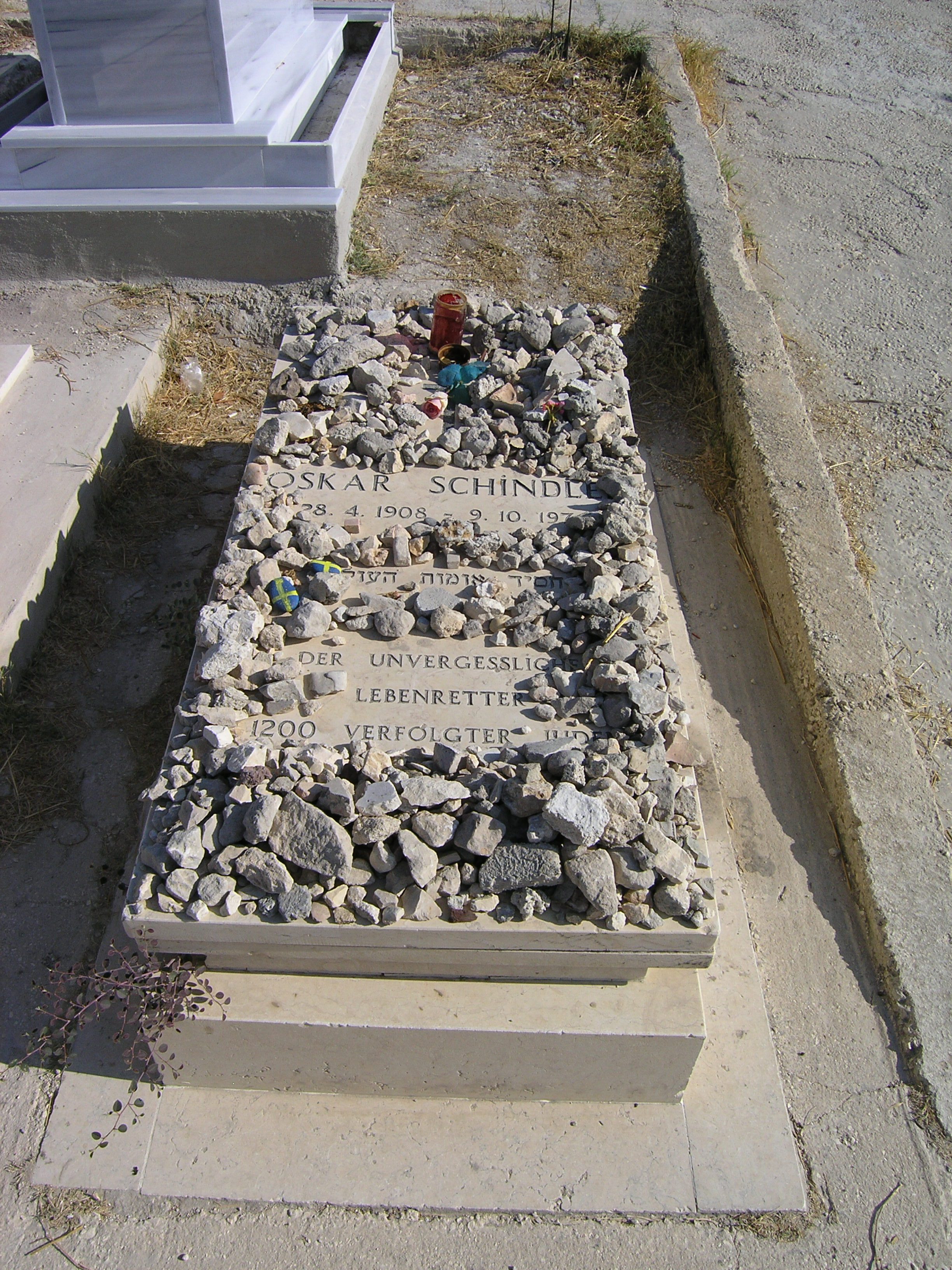
Tumba de Schindler en el Monte Sion de Jerusalén.

Oskar Schindler murió el 9 de octubre de 1974 en Hildesheim y está enterrado en el cementerio católico del Monte Sion de Jerusalén. Es la única persona que fuera miembro del partido nazi que goza de ese honor. Por su labor durante el conflicto mundial, en 1963 Schindler fue nombrado Justo entre las Naciones, una distinción otorgada por el estado de Israel a no judíos que jugaron un papel activo en la defensa de los hebreos durante el Holocausto. En 1966 también se le hizo entrega de la Orden del Mérito de la República Federal de Alemania, y en octubre de 1968 la Orden Ecuestre de San Silvestre Papa y Mártir.
El escritor Herbert Steinhouse, que lo entrevistó en 1948, escribió que «las excepcionales acciones de Schindler provenían de un elemental sentido de la decencia y la humanidad en el que nuestra sofisticada época ya apenas cree. Un oportunista arrepentido vio la luz y se rebeló contra el sadismo y la vil criminalidad que le rodeaba». En un documental de 1983 se citaban unas palabras de Schindler: «Sentí que los judíos estaban siendo destruidos y tenía que ayudarlos, no había otra opción».

## Legado

### Libros y cine
En 1951, Poldek Pfefferberg contactó con el director austriaco de cine Fritz Lang y le propuso que considerara realizar una película sobre Schindler. También por iniciativa de Pfefferberg, en 1964 Schindler recibió un adelanto de 20 000 dólares por parte de la productora Metro-Goldwyn-Mayer para una propuesta de película titulada To the Last Hour. Ninguno de estos proyectos se acabó materializando y Schindler gastó muy pronto el dinero que le dieron. También en la década de 1960, la productora alemana MCA y Walt Disney Productions se pusieron en contacto con él, pero no se concretó nada.
En 1980 el escritor australiano Thomas Keneally visitó por casualidad la tienda de maletas que Pfefferberg poseía en Beverly Hills mientras iba de camino a un festival de cine en Europa. Pfefferberg aprovechó la oportunidad para contarle a Keneally la historia de Oskar Schindler y le entregó copias de documentos que tenía archivados, por lo que el escritor decidió crear una historia con toques ficticios. Tras una extensa labor investigadora y entrevistas con algunos de los «judíos de Schindler» supervivientes, en 1982 se publicó su novela El arca de Schindler, titulada en Estados Unidos La lista de Schindler.

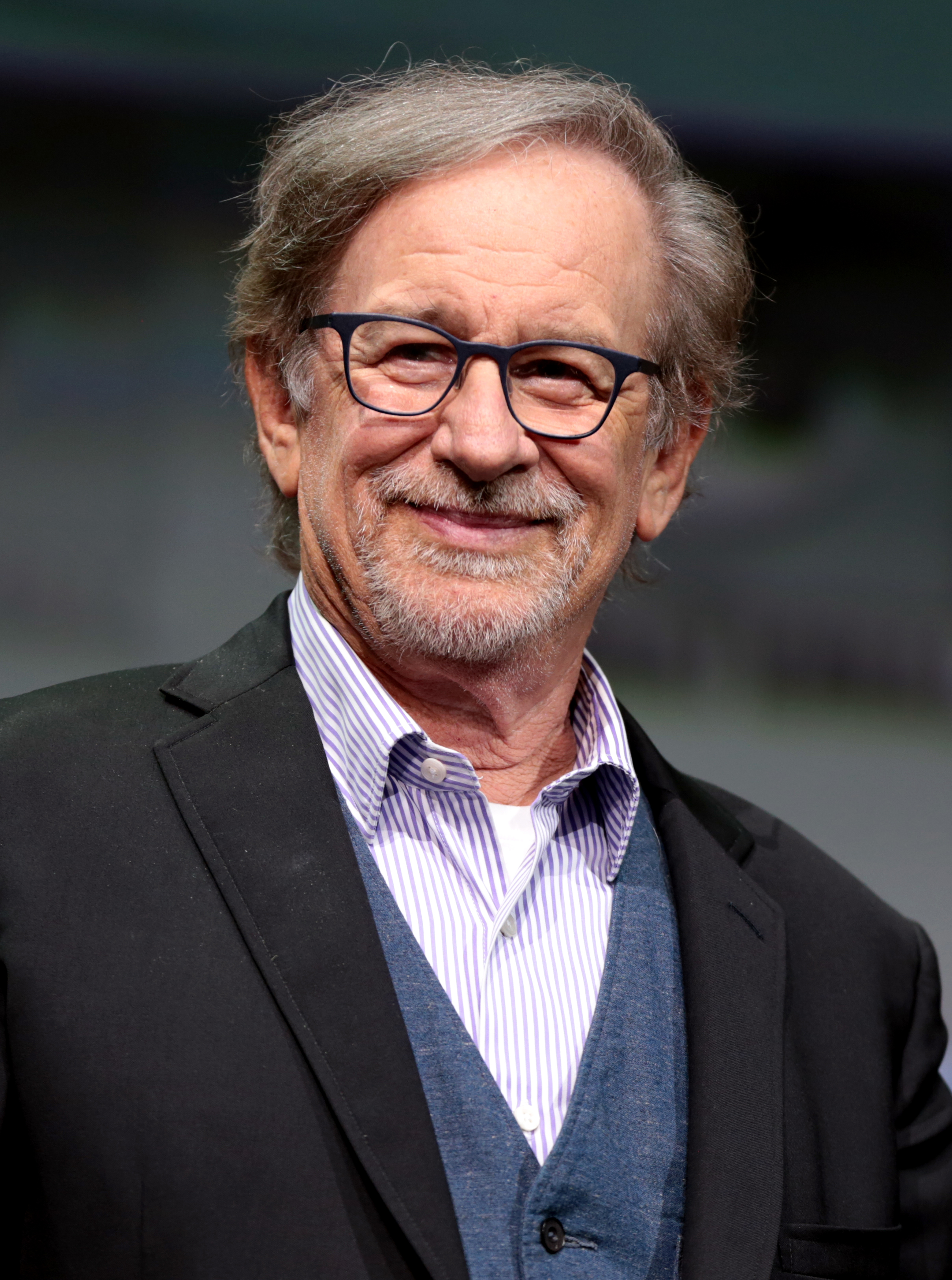
Steven Spielberg, director de La lista de Schindler (1993).

La novela fue adaptada al cine en 1993 en la película La lista de Schindler, del director Steven Spielberg. El cineasta estadounidense, de religión judía, adquirió los derechos de la novela en 1983, pero sintió que entonces no estaba preparado emocional y profesionalmente para afrontar el proyecto y por eso ofreció los derechos a otros directores. Sin embargo, tras leer el guion que Steven Zaillian escribió para que Martin Scorsese adaptara la novela de Keneally, Spielberg cambió de opinión y decidió intercambiar con Scorsese sus respectivos proyectos. De esa manera Scorsese dirigió El cabo del miedo y Spielberg La lista de Schindler. En la película, el personaje de Itzhak Stern —interpretado por Ben Kingsley— es una combinación de Stern, Bankier y Pemper. En la entrega de los premios Óscar de 1993, el actor Liam Neeson recibió una nominación como mejor actor por su interpretación de Oskar Schindler y el filme ganó siete premios de la Academia, incluido el de mejor película.

### La maleta de Schindler
En 1997 se descubrió, en el apartamento de Ami y Heinrich Staehr en Hildesheim, una maleta perteneciente a Schindler que contenía fotografías históricas y documentos. Schindler había vivido con la pareja unos días justo antes de su muerte. El hijo de los Staehr, Chris, llevó la maleta a Stuttgart, donde los documentos fueron analizados detenidamente en 1999 por Wolfgang Borgmann, editor científico del periódico Stuttgarter Zeitung. Borgmann escribió una serie de siete artículos publicados por el diario entre el 16 y el 26 de octubre de 1999, los cuales se publicaron finalmente en forma de libro. Tanto los documentos como la maleta fueron donados en diciembre de 1999 para su custodia al memorial del Holocausto Yad Vashem, en Israel.

### Copias de la lista
A comienzos de abril de 2009 se halló en una caja de la Biblioteca Estatal de Nueva Gales del Sur (Australia) una copia de la famosa lista de trabajadores judíos que había quedado entre varios documentos reunidos por el escritor Thomas Keneally. La lista, formada por trece páginas de papel amarillento y frágil, había sido archivada entre notas de investigación y recortes de periódicos. El listado se lo había entregado Poldek Pfefferberg a Keneally en 1980 cuando lo estaba convenciendo para que escribiera la historia de Schindler. Esta versión de la lista contiene 801 nombres y está fechada el 18 de abril de 1945; en ella Pfefferberg aparece como el trabajador número 173. Existen cuatro versiones auténticas de la lista porque los nombres fueron escritos numerosas veces en los días de incertidumbre del final de la guerra. Una de esas copias de la lista se puso a la venta en una subasta de diez días que comenzó en eBay el 19 de julio de 2013 con un precio de reserva de tres millones de dólares, pero no hubo ninguna puja.